# Stammlager

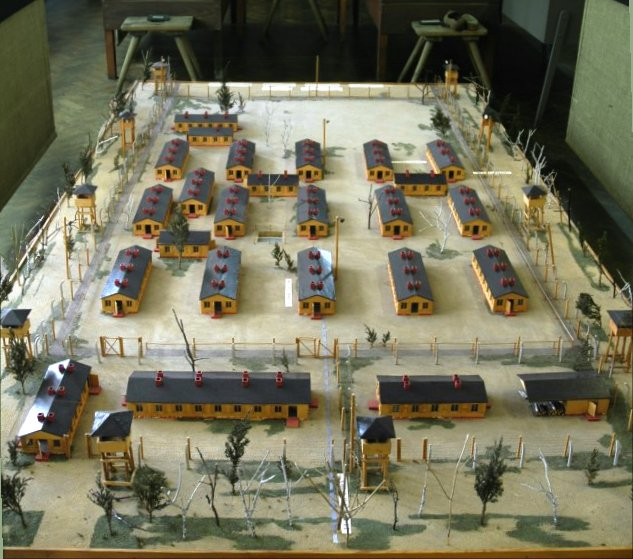
Stalag Luft III.

Stammlager, Stalag, var en typ av tyskt krigsfångeläger före och under andra världskriget. I ett Stammlager fick endast krigsfångar enligt andra Genèvekonventionen sitta, det vill säga endast kombattanter. 
Ursprungligen var dessa läger endast avsedda för manskap och underofficerare. Under krigets gång kom emellertid även dessa läger att användas för officerare, vilka dittills hade fått sitta i egna fångläger, så kallade Oflags, Offizierslager. 
Det tyska riket var indelat i 21 så kallade Wehrkreise, närmast motsvarande ett svenskt militärområde. Numreringen av lägren följde militärområdenas numrering, som angavs med romerska siffror. Bokstaven efter siffran betecknade på samma sätt lägren i nummerordning. Stalag III B i Fürstenberg (Oder), alltså det andra lägret i det tredje militärområdet. Läger, vars beteckning kompletterades med "/Z", till exempel Stalag IV B/Z, var sidoläger och lydde alltså under ett huvudläger. Huvudlägret betecknades därför med ett "/H", till exempel Stalag IV B/H.
Stalag fungerade som genomgångsläger för krigsfångar på väg ut till krigsfabriker, utlandskommenderingar, gruvor och många andra industriella verksamheter. Sovjetiska krigsfångar, som fördes med fångtåg från östfronten, fördelades genom dessa lägers försorg. Om dessa arbetare, Ostarbeiter, till följd av sin behandling, överarbete eller hunger inte kunde arbeta mer återkom de till lägren. Några av dem skickades vidare till lantbruksarbete, medan andra dog. 
Det mest beryktade stammlagret är Auschwitz I Stammlager. Det var en före detta polsk militärförläggning i Oswiecim.

## Stalag Luft
Stalag Luft var en förkortning för Stammlager der Luftwaffe, Flygvapnets fångläger. Det mest kända lägret är Stalag Luft III, från vilket 76 fångar flydde genom en 110 meter lång tunnel den 24 mars 1944. För endast tre män lyckades flykten hela vägen. Projektet har skildrats i flera filmer, bland annat Den stora flykten. Av de 73 tillfångatagna avrättades 50. Stalag Luft III upprättades i april 1943 och var ett av sex krigsfångläger som uppfördes särskilt för det stigande antalet flygsoldater, officerare och underofficerare. Som mest befann sig 10 000 fångar i Stalag Luft III.

## Dulag
Dulag är förkortningen för Durchgangslager, genomgångsläger. Dessa läger hanterade det omedelbara omhändertagandet av krigsfångar och skickade dem vidare till olika krigsfångläger. Dulag-lägren kallades också för Front-Stalag eftersom de ofta var belägna bakom de olika frontavsnitten.